# Super Series
Der Begriff Super Series wird für in verschiedenen Sportarten für hochdotierte Turniere verwendet:
Es gibt diese unter anderen in folgenden Sportarten:
- Badminton: BWF Super Series
- Baseball
- Basketball
- Bowling
- Bodybuilding
- Downhill
- Eishockey
  - die Super Series, zwischen 1976 und 1991 ausgetragene Vergleiche zwischen sowjetischen Mannschaften und Teams aus der National Hockey League
  - die Super Series 2007, ein Aufeinandertreffen der kanadischen und der russischen Jugendnationalmannschaften zum 35-jährigen Jubiläum der Summit Series 1972
- Squash: PSA Super Series